# フョードル・アヴェリチキン
フョードル・ステパノヴィチ・アヴェリチキン（Фёдор Степа́нович Аве́ричкин、1889年5月15日 - 1933年9月20日）は、ロシア帝国とソビエト連邦の海軍軍人で、十月革命とロシア内戦の参加者、赤色海軍の政治委員（1911年から） 、ソビエト連邦共産党の一員（1917年3月から）、全ロシア中央執行委員会の一員。

## 概要
1911年から海軍に勤務し、バルト艦隊の水雷訓練分遣隊の下士官の階級を1913年に卒業し、第一次世界大戦に加わった。1915年、クロンシュタットで革命活動の罪で裁判にかけられた。二月革命の後、ヘルシングフォルスの陸海軍と労働者の代議員評議会のメンバーになった。その後バルト艦隊中央委員会の一員となり、1917年8月から9月にかけてその議長を務めた。中央委員会が十月革命に向けてバルト艦隊を準備するために選んだ3人のうちの1人であり、ペトログラードへのケレンスキーとクラスノフの軍勢による攻勢に対抗する戦いに参加した。1917年11月から水路部局の政治委員と旧海軍本部の司令官を兼任した。1918年から1919年にかけて、バルト艦隊の水雷部隊の指揮官となった。1919年の夏からユデーニチ将軍の軍隊との戦いにおける水兵大隊の政治委員を務めた。その後ペトログラード海軍港の政治委員となった。1920年年2月から7月まで、バルト海海軍革命軍事評議会の一員となった。1920年7月から1921年6月までカスピ海海軍の政治委員を務めた。1921年から1922年にかけて再びバルト海海軍革命軍事評議会の一員となった。その後クロンシュタット港の指揮官を務めた。1931年1月から1932年1月にかけてカスピ小艦隊の司令官を務めた。
1933年9月20日死去。このとき社会政治防衛組織オソアヴィアヒムのレニングラード州評議会の議長であった。アレクサンドル・ネフスキー大修道院に埋葬された。